# Випадкові числа
Випадкові числа — штучно отримана послідовність реалізацій випадкової величини із заданим законом розподілу.

## Застосування випадкових чисел
Випадкові числа використовуються при дослідженні та оптимізації складних випадкових систем методом статистичного моделювання (див. метод Монте-Карло) з допомогою електронних обчислюваних машин.

## Способи отримання
Відомі три способи отримання випадкових чисел:
1. з допомогою таблиць випадкових чисел;
2. з допомогою спеціальних пристроїв — генераторів випадкових чисел;
3. шляхом заміни випадкових чисел послідовністю так званих псевдовипадкових чисел.

Випадкові числа, які використовуються для моделювання деякої випадкової системи мають задовольняти двом основним вимогам:
1. із достатньою точністю відтворювати поведінку модельованої випадкової величини із заданим розподілом;
2. потребувати мінімальну кількість операцій машини, які необхідні для формування одного випадкового числа.

Будь-яка послідовність випадкових чисел лише приблизно відтворює поведінку модельованої випадкової величини. Точність такого наближення можна визначати проводячи статистичну оцінку послідовності випадкових чисел достатньо великого обсягу, використовуючи відомі статистичні критерії, наприклад критерій χ2.